# Шахраманян, Карен Александрович
Карен Александрович Шахраманян (арм. Կարեն Ալեքսանդրի Շահրամանյան; род. 16 июля 1973, Аскеран, Нагорно-Карабахская автономная область) — государственный деятель непризнанной Нагорно-Карабахской Республики (НКР), министр градостроительства НКР (2010—2020), глава аппарата президента НКР (2021—2023).

## Биография
Родился 16 июля 1973 в городе Аскеран, Аскеранский район, Нагорно-Карабахская АО, Азербайджанская ССР, СССР.
С 1990 года учился на факультете автодорожного строительства в Ереванском архитектурно-строительном институте. В декабре 1991 году вернулся в НКР для участия в Первой карабахской войне (1992—1994). В 1993 году продолжил учёбу, выпустившись в 1996 году с квалификацией «инженер-строитель». В 1992—1998 служил в Армии обороны НКР, имел звание старшего лейтенанта, являлся офицером запаса.
С 1998 года работал в Министерстве градостроительства НКР, сначала главным специалистом, с 1999 года — начальником отдела автодорожного и жилищного строительства, с 1002 года — начальником отдела лицензирования, с 2005 года — руководитель аппарата, с 2006 года — заместитель министра.
В марте-июне 2008 года работал директором Офиса по осуществлению программ застроек при мэрии Степанакерта (Ханкенди). В июне-августе 2008 года работал директором предприятия по капитальному строительству при министерстве градостроительства НКР. С августа 2008 года — начальник управления капитального строительства при правительстве НКР.
16 июля 2010 года президент НКР Бако Саакян назначил Шахраманяна министром градостроительства НКР, а 22 сентября 2012 года — переназначил. 25 сентября 2017 года президент НКР Бако Саакян переназначил Шахраманяна министром градостроительства Арцаха (новое название НКР). 26 мая 2020 года президент НКР Араик Арутюнян назначил на должность Шахраманяна Арама Саркисяна.
С июня 2020 года Шахраманян работал главой комитета кадастра и управления имуществом НКР.
10 июня 2021 года президент НКР Араик Арутюнян назначил Шахраманяна главой аппарата президента НКР. Во время полномочий Саргсяна 1 октября 2023 года финансирование государственных институтов НКР прекращено, а позднее они были ликвидированы, в связи с чем он стал последним главой аппарата президента НКР.
Состоит в браке, имеет троих детей. Беспартийный.

## Награды
- Медаль «За мужество» (НКР)[1].
- Медаль «Маршал Баграмян» (Армения)[1].